# Jochen Danneberg
Jochen Danneberg (n. 9 aprilie 1953, Halberstadt, Saxonia-Anhalt, Germania) este un săritor cu schiurile ce a reprezentat Germania, medaliat olimpic. A participat la 2 ediții ale Jocurilor Olimpice (1976, 1980) în care a câștigat o medalie de argint.